# Clavularia armata
Clavularia armata is een zachte koraalsoort uit de familie Clavulariidae. De koraalsoort komt uit het geslacht Clavularia. Clavularia armata werd in 1927 voor het eerst wetenschappelijk beschreven door Thomson. 